# Ruta 70 (Uruguay)
La ruta 70 (actualmente ex-ruta 70) es una carretera del departamento de Canelones, Uruguay. 

## Trazado y categorización
Esta carretera se encuentra ubicada en la zona este del departamento de Canelones, con una longitud total de 9.9 kilómetros sobre ripio , se orienta de sur a norte. Tiene su origen en el balneario Cuchilla Alta sobre el kilómetro 72 de la Ruta Interbalnearia y, finaliza próximo a la localidad de Capilla de Cella en el kilómetro 75,500 de la ruta nacional N.º 9.
A partir del año 1993 por resolución №838/993 del Poder Ejecutivo, esta carretera fue desafectada de la jurisdicción nacional, perdiendo la categoría de ruta nacional, pasando a jurisdicción departamental.

## Denominación
En 2013 esta ruta pasó a llamarse "Camino de los Fusilados", en homenaje a los sediciosos 
Fusilados de Soca, según resolución 2018/2013 de la Junta Departamental de Canelones.